# Lipót
Lipót (em croata: Lipluod) é um município da Hungria, situado no condado de Győr-Moson-Sopron. Tem 16,09 km² de área e sua população em 2015 foi estimada em 716 habitantes.